# Mambang (Selemadeg Timur)
Mambang is een bestuurslaag in het regentschap Tabanan van de provincie Bali, Indonesië. Mambang telt 2879 inwoners (volkstelling 2010).